# Rolf Åberg
Rolf Göran Åberg, född 7 december 1923 i Kristianstad, död 27 januari 2010 i Göteborgs Vasa församling, var en svensk inredningsarkitekt. Han var från 1952 gift med inredningsarkitekt Margareta Åberg.
Åberg, som var son till skomakarmästare Emil Åberg och Nanny Johnsson, avlade studentexamen 1944 och utexaminerades från Högre Konstindustriella Skolan 1949. Han blev inredningsarkitekt på Kooperativa förbundets arkitektkontor i Stockholm 1952, var konstnärlig ledare vid Gamlestadens Fabrikers AB 1955–1958, bedrev konsulterande arkitektverksamhet från 1958 och var biträdande lärare på institutionen för formlära vid Chalmers tekniska högskola från 1960. Han var styrelseledamot i Svenska inredningsarkitekters riksförbund 1960–1964.
Åberg inredde bland annat CP-hemmet Bräcke Östergård och Bernadottehemmet, skola för blinda i Örebro, skolhemmet Stretered i Kållered, vårdhemmet Sagåsen, Lerums kommunalhus, administrationsbyggnad för Chalmers tekniska högskola, grillen Park Avenue i Göteborg, renovering av restaurang Lorensberg och matsalen på M/S Gripsholm.
Makarna Åberg är begravda på Kvibergs kyrkogård i Göteborg.